# Саліх Джабер
Саліх Джабер Саліх (араб. صالح جابر; нар. 24 жовтня 1985, Заху, Ірак) — іракський футболіст, нападник.

## Життєпис
Розпочав футбольний шлях у північіноіракському місті Мосул. Саме на вулицях вище вказаного міста юний Саліх розпочав грати в місцевій футбольній команді «Шаабія», перш ніж у 1994 році приєднався до «Нашаїна» під керівництвом тренера Халіда Ахмеда, а згодом в 1997 році грав за молодіжну команду під керівництвом Меккі та Надхіма Фадхіла. Через три роки, у сезоні 2000-2001, у віці 17 років Саліх перейшов до першої команди «Мосула» разом із тренером Мохаммедом Джассімом та його помічником Мохаммедом Фатхі та зумів забити сім голів за команду у другому дивізіоні Іраку. Три роки по тому, у сезоні 2000/01 років, 17-річний Джабер перейшов до першої команди «Мосула» разом із тренером Мохаммедом Джассімом та його помічником Мохаммедом Фатхі та зумів відзначитися 7-ма голами за команду у другому дивізіоні чемпіонату Іраку.
Цей крок виявився успішним для Саліха, оскільки він відзначився 12-ма голами у 10 матчах і став найкращим бомбардиром другого сирійського дивізіону. Голи Саліха допомогли клубу вийти на четверте місце в північній групі другого дивізіону з 23-ма очками, але вони відстали від лідера «Фетови» на 15 очок. Його голи привели Джабера до першого сирійського дивізіону або Ліги Мумтаз, однак з іншим клубом, після того, як переїхав до «Омаї» (Ідліб) зі своїм товаришем по команді Сілваном Мохаммедом. Однак у клубі перебував нетривалий період часу, і після 10-ти зіграних матчів і 3-х голів у вищому дивізіоні Сирії румунський агент сирійського походження доктор Аксам Кадур запропонував йому шанс зіграти в Європі через зв'язки в новій батьківщині, і Саліх недовго думаючи прийняв його. На початку 2004 року він перейшов до клубу другого румунського дивізіону «Глорія» (Бузеу) за суму 140 000 доларів США та місячну зарплату 5 300 доларів США.
На момент прибуття іракського гравця до Румунії ситуація із захопленням у заручники румунських журналістів Марі Жанни Іон, Овідіу Оганесяна та Соріна Міскочі разом із їхнім перекладачем Мохдом Мунафом в столиці Іраку 28 березня 2005 року, була на шпальтах румунської преси. Їхні викрадачі заявили, що їх буде вбито, якщо румунські війська не покинуть Ірак протягом чотирьох днів. У травні 2005 року їх звільнили неушкодженими.
Саліх, який щойно дебютував 16 квітня, заявив газеті Pro Sport: «Якби я був упевнений, що румунських журналістів звільнять, я б запропонував себе в обмін», і додав: «Мій народ тихий, а мої співвітчизники не роблять таких речей».
Забив шість м'ячів лише у восьми матчах за «Глорію» (Бузеу), включаючи хет-трик у переможному (5:1) поєдинку над «Політехнікою» (Тімішоара), Саліх зацікавив декілька іменитіших клубів і зрештою приєднався до «Універсітаті» (Крайова), яка щойно вилетіла з Дивізії А, вищого дивізіону чемпіонату Румунії.